# Saint-Léonard (Montréal)
Pour les articles homonymes, voir Saint-Léonard.
Saint-Léonard est un arrondissement de Montréal, au Québec. Situé dans le nord-est de la ville, il a une superficie de 13,52 km2 et une population de 79 495 habitants en 2021. Arrondissement majoritairement résidentiel et commercial, il est notamment reconnu pour sa présence notable d'Italo-Québécois. 
Le nom officiel de l'ancienne municipalité était Saint-Léonard-de-Port-Maurice en référence à Léonard de Port-Maurice. Il rappelle aussi la mémoire de Léonard Chaigneau, sulpicien arrivé au Canada en 1688.

## Géographie

### Artères principales

#### Axes nord-sud
- Boulevard Lacordaire
- Boulevard Langelier
- Boulevard Viau

#### Axes est-ouest
- Rue Jean-Talon
- Boulevard Métropolitain
- Rue Jarry

### Quartiers de référence
- Q62 Port-Maurice (d)
- Q63 Grande-Prairie (d)

### Quartiers
- Città Italiana
- Rue Jean-Talon Est
- Cœur civique

## Histoire

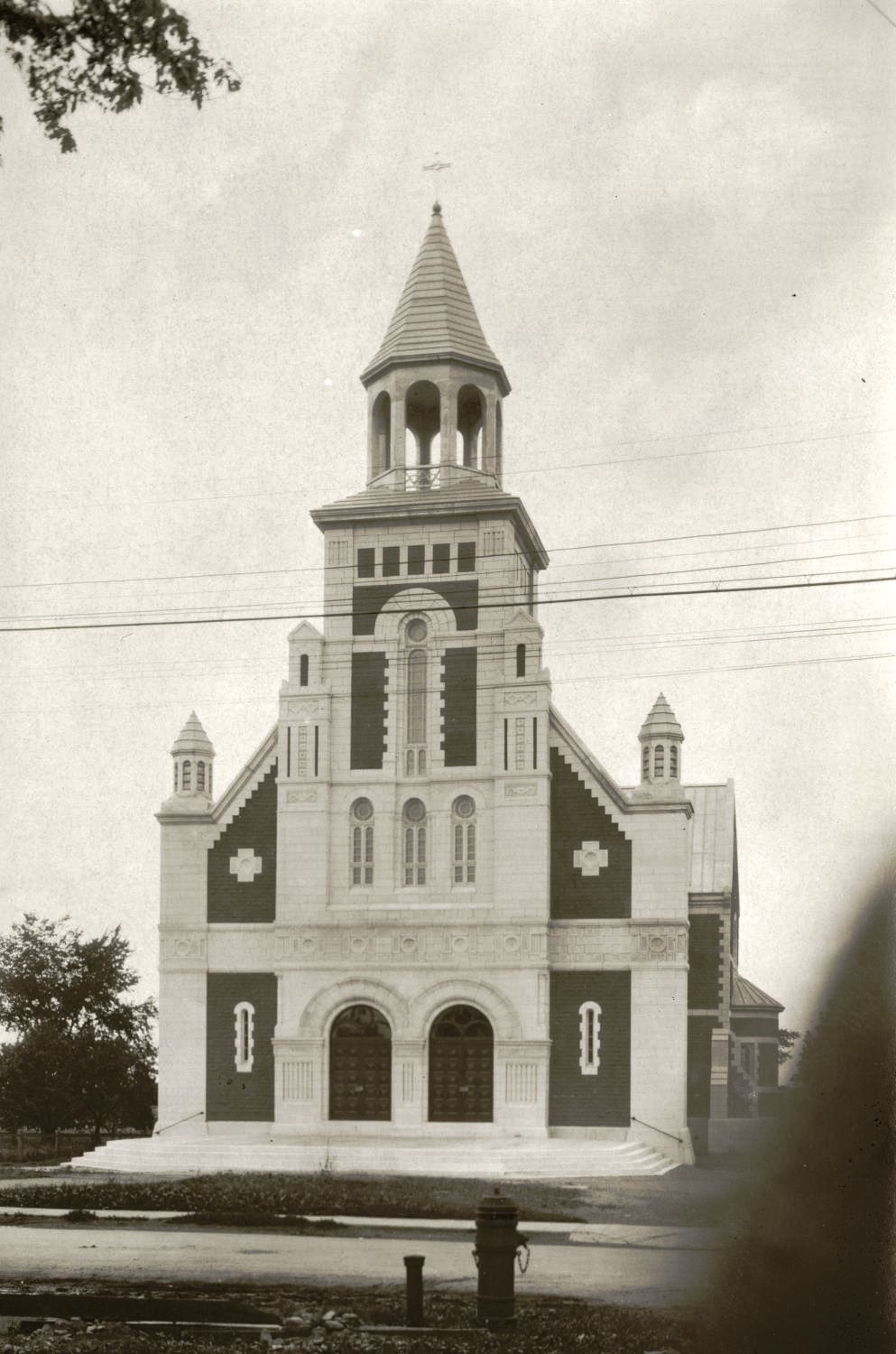
Église Saint-Léonard-de-Port-Maurice, 1910.

### Une genèse plutôt stable
La municipalité de la paroisse Saint-Léonard-de-Port-Maurice est érigée en avril 1886. En fait, ce territoire est détaché des paroisses du Sault-au-Récollet et de la Longue-Pointe.
Pendant plus de 50 ans, le rythme est dominé par la vie rurale. La communauté est petite, stable et homogène. Le nombre total d'habitants évolue peu : la population passe d'une centaine d'habitants à la fin du XIXe siècle à 326 en 1921, puis à 925 en 1956. La municipalité de la paroisse Saint-Léonard-de-Port-Maurice devient la Ville de Saint-Léonard-de-Port-Maurice le 5 mars 1915.
La communauté gravite autour d'une rue principale, la rue Jarry, et de l'église Saint-Léonard-de-Port-Maurice, construite en 1907-1908.

### Effervescence de la ville

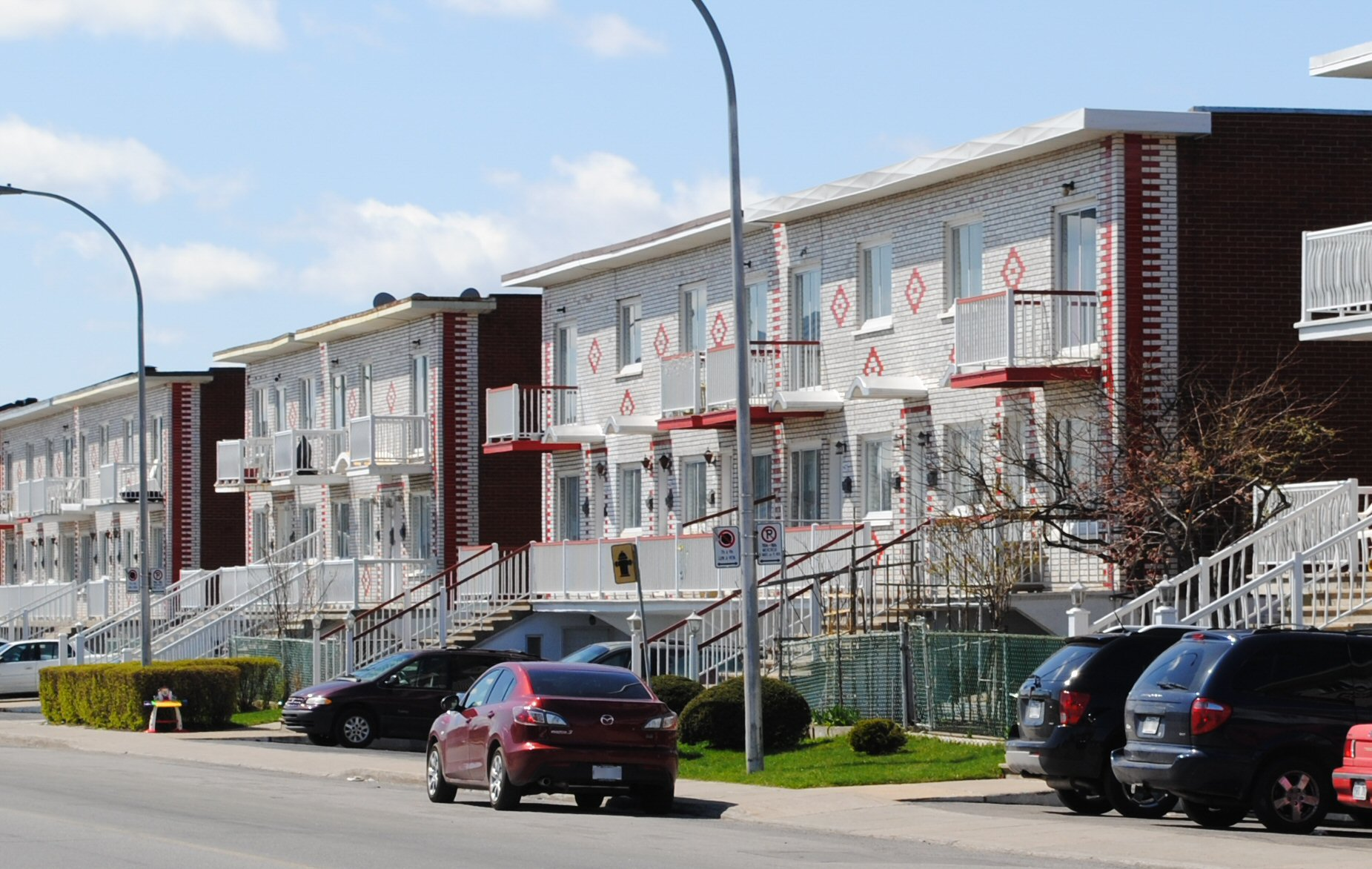
Une rue de Saint-Léonard avec des maisons typiques du secteur.

À partir du milieu des années 1950, les choses changent radicalement. Ce sont les années les plus mouvementées de l'histoire de Saint-Léonard : les chantiers de construction d'habitations familiales se multiplient. La population explose, passant de 925 personnes en 1956 à 52 040 en 1971. Les élus municipaux doivent donc intervenir rapidement dans la planification et le contrôle du développement.
Le grand bouleversement domiciliaire coïncide avec trois autres événements majeurs :
- l'arrivée en grand nombre d'une population de néo-Canadiens d'origine italienne, qui va modifier la dynamique sociale ; nombre important de cafés italiens, parfois plus de quatre sur un seul coin de rue, incendie dans ces lieux, etc.;
- l'élaboration d'un plan d'urbanisme, qui va façonner le territoire de Saint-Léonard et lui donner l'aspect qu'on lui connaît aujourd'hui;
- l'ouverture de l'autoroute Métropolitaine (A-40) qui va couper le territoire de Saint-Léonard en deux en 1966, mais aussi, améliorer sensiblement l'accessibilité.

Saint-Léonard-de-Port-Maurice devient Ville de Saint-Léonard en novembre 1962. 
De 1967 à 1969, la ville est aux prises avec d'importantes tensions sociales qui s'étendent éventuellement à toute la province de Québec. Surnommée la « crise de Saint-Léonard », cette période oppose principalement les populations francophones aux populations italiennes et anglophones, qui réclament le droit d'inscrire leurs enfants dans les écoles du régime linguistique qu'ils souhaitent. Une décision de la Commission scolaire catholique de Saint-Léonard d'éliminer progressivement les écoles bilingues – fréquentées par 90 % des élèves italiens de la municipalité – sur son territoire favorise l'émergence de tensions sociales qui culminent même en une émeute en septembre 1968.

### Fusion avec la Ville de Montréal
Lors de la réorganisation des municipalités du Québec en 2002, la Ville de Saint-Léonard est fusionnée à toutes les autres villes situées sur l'île de Montréal afin de former la nouvelle ville de Montréal. Les limites du territoire de la Ville de Saint-Léonard demeurent cependant intactes et conservent une valeur légale : elles deviendront celles d'un arrondissement de la nouvelle ville, soit l'arrondissement de Saint-Léonard.
Un premier quartier avait été aménagé entre 1956 et 1962 à Saint-Léonard, soit la Coopérative d’habitation de Montréal qui comprenait originellement 654 résidences unifamiliales, de sept différents modèles d’un étage et demi recouvertes de briques rouges. Jusqu’en 2011, 376 de ces habitations ont été remplacées par des habitations de gabarit totalement différent et de style architectural contrastant, rompant avec l’homogénéité du secteur et contribuant à faire paraître vétustes les bungalows des années 1950 avoisinants.

## Démographie
En 2016, l'arrondissement de Saint-Léonard compte 30 % de familles monoparentales, 49 % de la population est issue de l’immigration et 20 % sont des personnes de plus de 65 ans. Il s'agit donc d'une population vieillissante, largement issue de l'immigration. 44 % parlent exclusivement le français à la maison, 22 % exclusivement l’anglais, 16 % deux langues et 34 % une autre langue. La population issue de l’immigration provient principalement de l’Italie (24,2 %), de l’Algérie (18,8 %), de Haïti (11,4 %) et du Maroc (9,8 %).
On retrouve 11 % de chômeurs, 16 % de la population vivant à faible revenu et 14,4 % des 25 à 64 ans ne possédant pas de diplôme d'études secondaires.

### Évolution démographique
| 1971   | 1976   | 1981   | 1986   | 1991   | 1996   | 2001   | 2006   | 2011   |
| ------ | ------ | ------ | ------ | ------ | ------ | ------ | ------ | ------ |
| 52 040 | 78 452 | 79 429 | 75 947 | 73 120 | 71 330 | 69 600 | 71 730 | 75 707 |

| 2016   | 2021   | - | - | - | - | - | - | - |
| ------ | ------ | - | - | - | - | - | - | - |
| 78 305 | 79 495 | - | - | - | - | - | - | - |

## Politique

### Représentation municipale
Pour le mandat 2021-2025, le maire de l'arrondissement est Michel Bissonnet (Ensemble Montréal) et les conseillers de la ville sont :
- Angela Gentile
- Dominic Perri
- Suzanne De Larochellière
- Arij El Korbi

tous des élus du parti Ensemble Montréal.

#### Historique des maires
La liste suivante répertorie tous les titulaires de la fonction de maire de Saint-Léonard depuis la création de la paroisse Saint-Léonard-de-Port-Maurice jusqu’à l’arrondissement que l’on connaît aujourd’hui :
- 1886-1901 : Louis Sicard
- 1901-1903 : Gustave Pépin
- 1903-1905 : Léon Léonard
- 1905-1906 : Jean-Baptiste Jodoin
- 1906-1907 : Joseph Léonard
- 1907-1910 : Louis-O. Roy
- 1910-1929 : Wilfrid Bastien
- 1929-1935 : Pascal Gagnon
- 1935-1939 : Philias Gagnon
- 1939-1957 : Alphonse Pesant
- 1957-1962 : Antonio Dagenais
- 1962-1967 : Paul-Émile Petit
- 1967-1974 : Léo Ouellet
- 1974-1978 : Jean Di Zazzo
- 1978-1981 : Michel Bissonnet
- 1981-1984 : Antonio Di Ciocco
- 1984-1990 : Raymond Renaud
- 1990-2008 : Frank Zampino
- Depuis sept. 2008 : Michel Bissonnet

### Représentation provinciale
Le territoire de l'arrondissement correspond exactement au territoire de la circonscription provinciale de Jeanne-Mance–Viger, représentée par Filomena Rotiroti du Parti libéral du Québec depuis 2008.

### Représentation fédérale
Le territoire de l'arrondissement est inclus dans la circonscription fédérale de Saint-Léonard–Saint-Michel, représentée par Patricia Lattanzio du Parti libéral du Canada depuis 2019.

## Lieux et monuments

### Lieux naturels

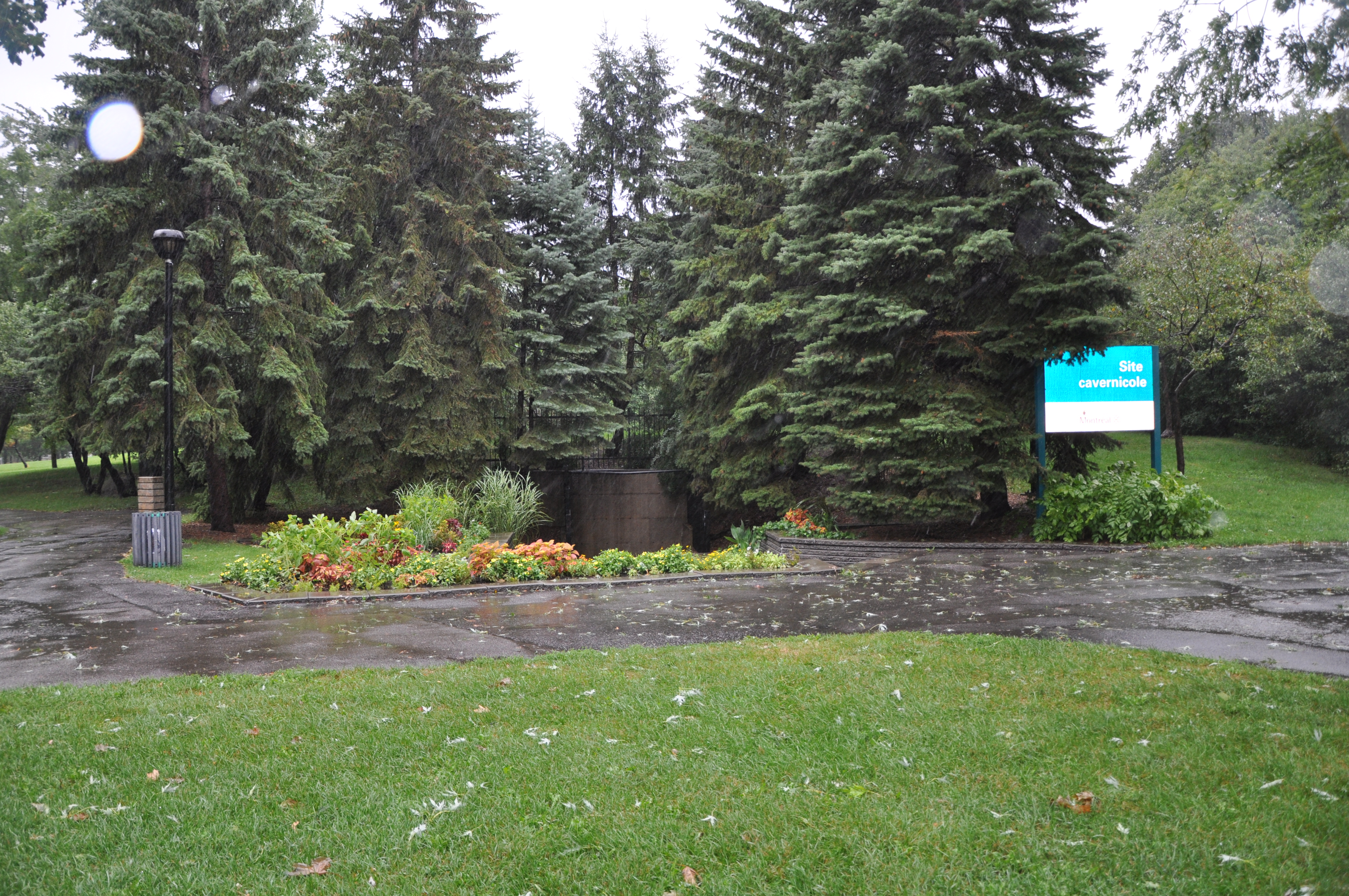
Entrée du site cavernicole dans le parc Pie-XII.

Un site naturel d'intérêt est situé à Saint-Léonard, soit la caverne de Saint-Léonard, un site cavernicole dont l'entrée se trouve dans le parc Pie-XII et dont la longueur de la galerie connue depuis décembre 2017 est de plus de 200 mètres. Avant cette date, que 35 mètres n'avaient été découverts.

### Lieux de culte

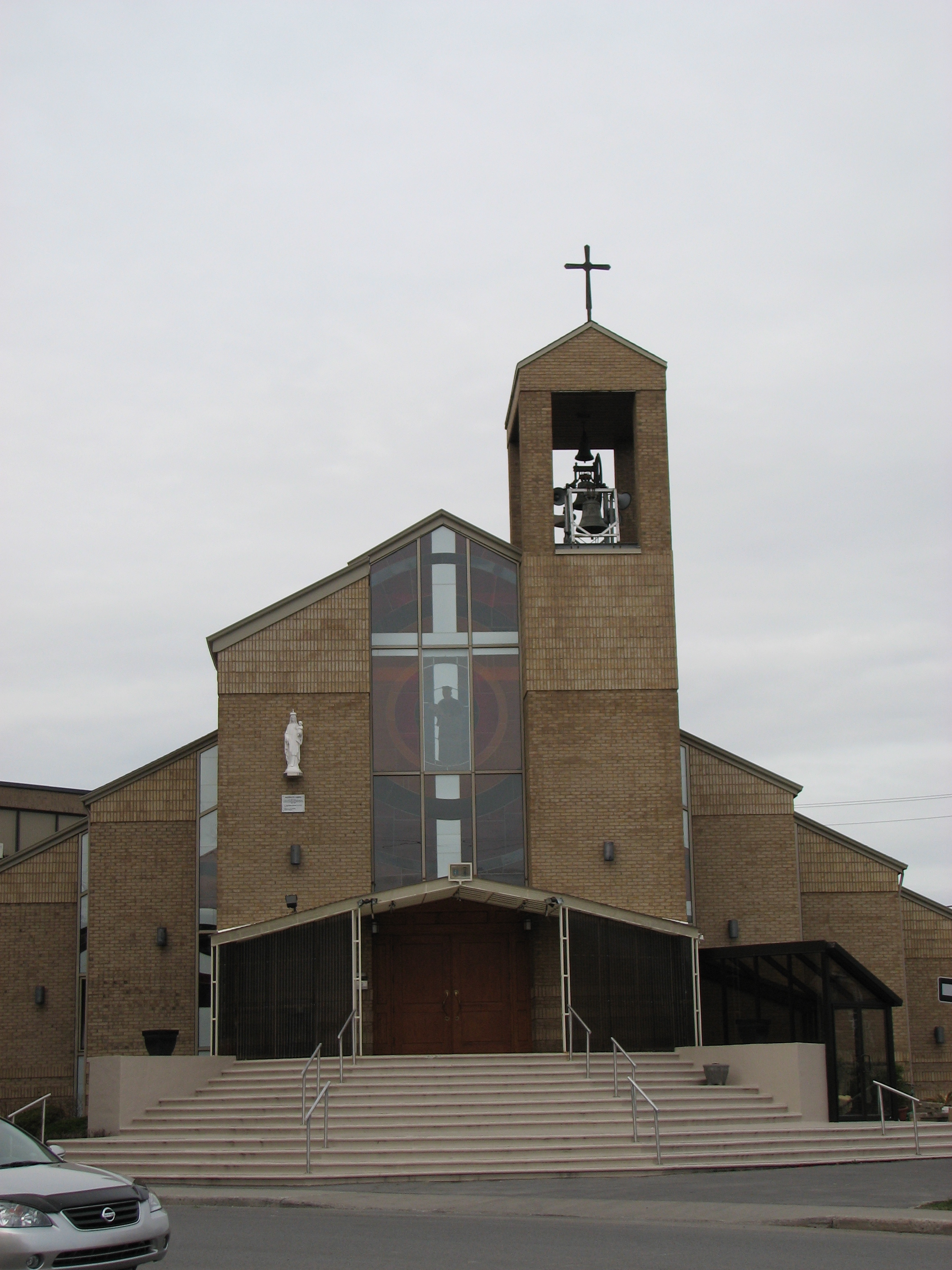
Église Notre-Dame du Mont-Carmel.

- Église Saint-Léonard-de-Port-Maurice, construite en 1907-1908, dotée d'un orgue Casavant en 1959
- Église Sainte-Angèle
- Église Notre-Dame du Mont-Carmel (culte en italien)
- Église Saint-Gilbert (construite en 1962)
- Église Évangélique Philadelphie (la plus grande église évangélique haïtienne au Canada)
- Église baptiste évangélique de Saint-Léonard (au Centre Leonardo da Vinci)

### Écoles
Dans l'arrondissement, l'enseignement public en français est assuré par le Centre de services scolaire de la Pointe-de-l'Île (anciennement la Commission scolaire de la Pointe-de-l'Île), alors que l’enseignement public en anglais est assuré par la Commission scolaire English-Montréal.

#### Écoles primaires
- Alphonse-Pesant
- Dante (anglophone)
- Ferland
- Gabrielle-Roy
- Général-Vanier
- Honoré Mercier (anglophone)
- La Dauversière (CSSPI)
- Lambert-Closse
- Pie-XII
- Pierre de Coubertin (anglophone)
- Victor-Lavigne
- Wilfrid-Bastien

#### Écoles secondaires
- Antoine-de-Saint-Exupéry
- Laurier-McDonald (anglophone)

### Culture
- Centre Leonardo da Vinci (comprenant le théâtre Mirella et Lino Saputo de 522 places et le Piccolo Teatro de 144 places)
- Bibliothèque de Saint-Léonard
- Galerie Port-Maurice

### Sports

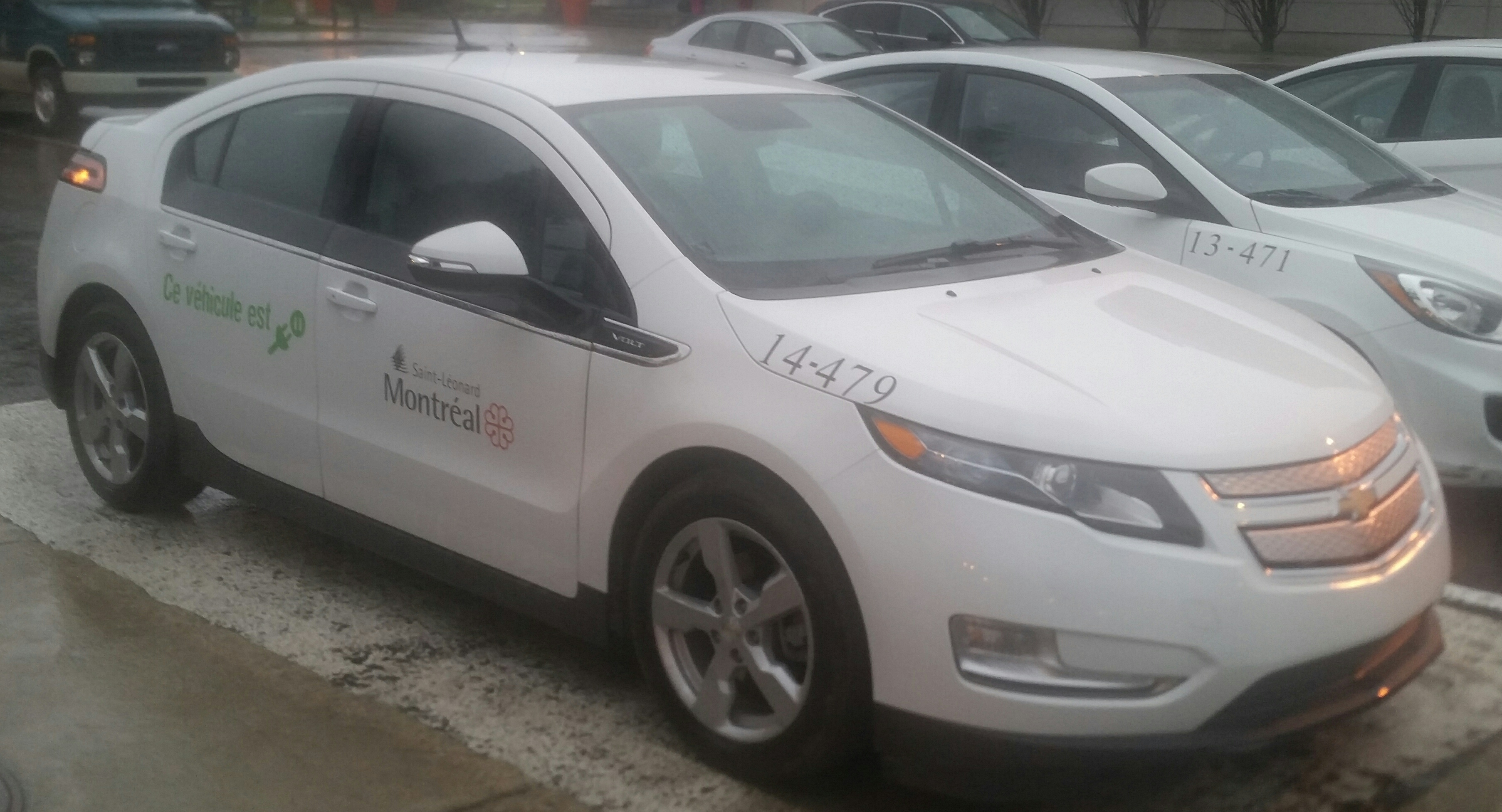
Un véhicule de modèle Chevrolet Volt utilisé par l'arrondissement.

L'arrondissement comporte plusieurs infrastructures sportives d'envergure locale. À titre d'exemple, le Complexe aquatique de Saint-Léonard est inauguré en 2006. Il compte trois piscines : un bassin récréatif (avec pataugeoire et jeux d’eau), une piscine de 25 mètres (avec 6 couloirs) et un bassin d'acclimatation qui comprend un bain tourbillon. On retrouve également deux saunas, un pour les femmes et un autre pour les hommes.
Les autres infrastructures sportives de l'arrondissement sont : 
- Stade Hébert (terrain de football sous un dôme accessible à l'année)
- Aréna Martin-Brodeur
- Aréna Roberto-Luongo

## Personnalités et entreprises liées
- Arthur Sicard (1876-1946), inventeur de la souffleuse à neige[17].
- Roberto Luongo, gardien de but de la LNH.
- Martin Brodeur, gardien de but de la LNH[18].
- Saputo Inc., entreprise laitière fondée en 1954[19].
- FSecur, entreprise de sécurité commerciale et résidentielle fondée en 1988[20].
- Délices Lafrenaie, fournisseur de produits de pâtisserie, fondée en 1979[21]
- Gino Vannelli, auteur-compositeur-interprète